# Stazione di Valledolmo

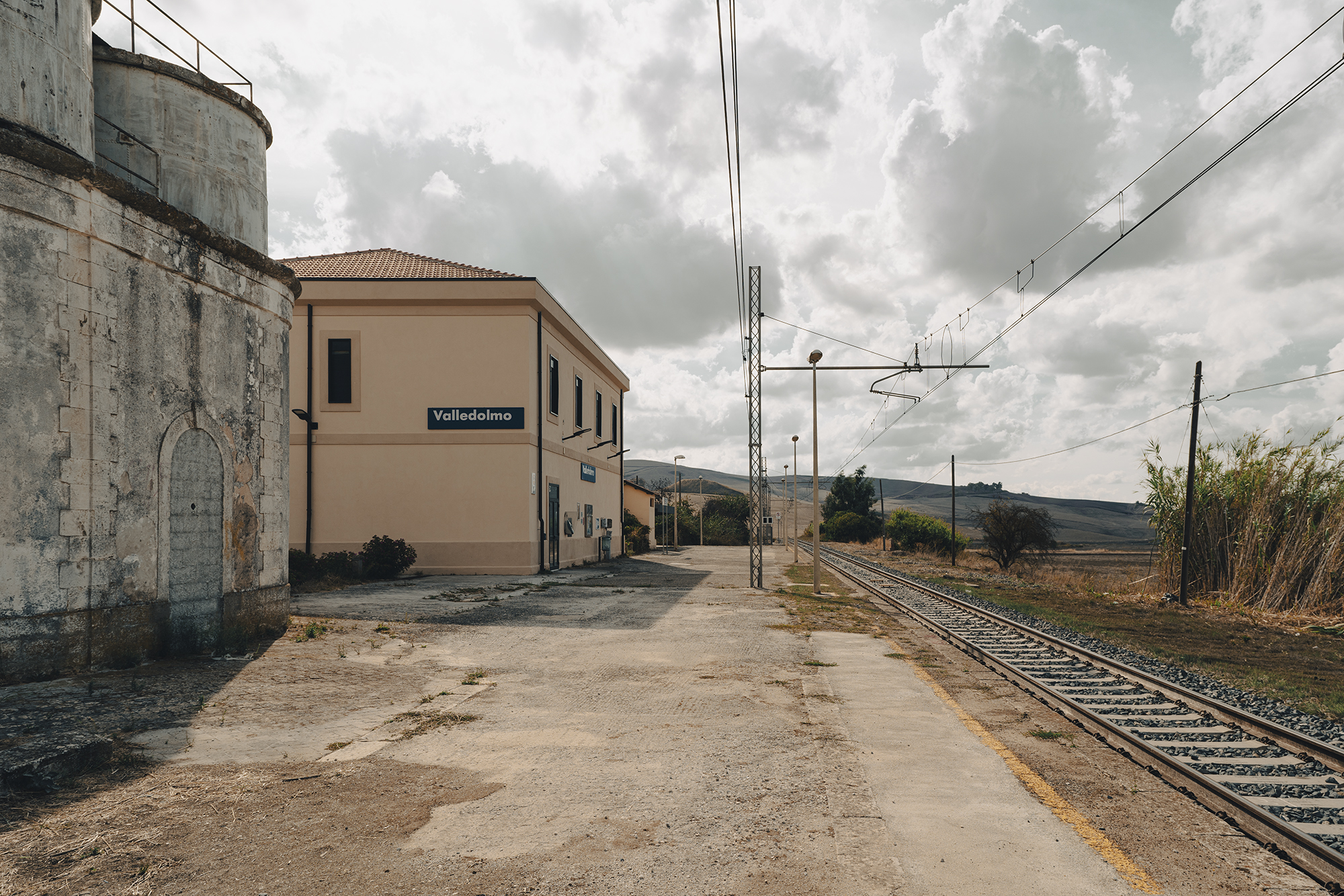
La stazione di Valledolmo nel Settembre 2022

La stazione di Valledolmo è una stazione ferroviaria posta sulla linea Caltanissetta-Palermo. Serve il centro abitato di Valledolmo.